# Mini kit de sobrevivência

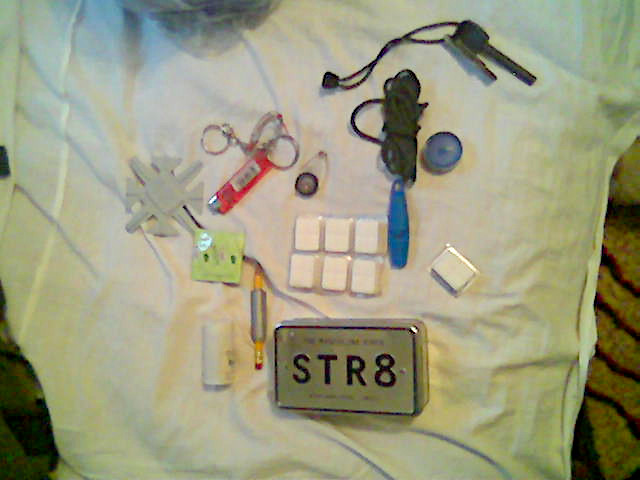
Um mini kit de sobrevivência e seu pequeno recipiente.

Um mini kit de sobrevivência é um kit de sobrevivência minimalista que consiste nas ferramentas e suprimentos essenciais de sobrevivência ao ar livre, que são mais difíceis de improvisar, fabricar no local ou substituir.

## Visão geral

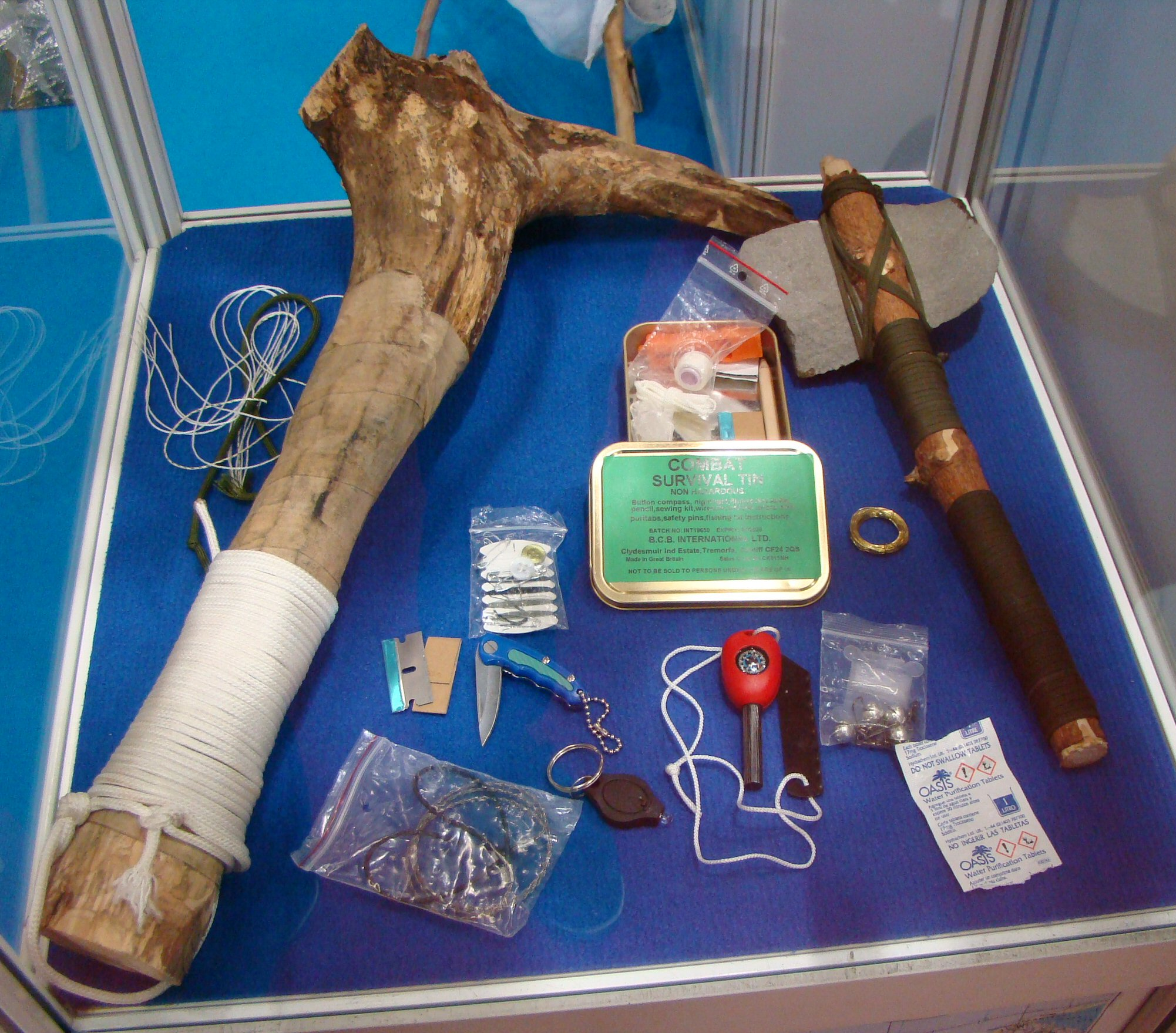
Um mini kit de sobrevivência na prática, usado para criar duas ferramentas improvisadas.

Um mini kit de sobrevivência deve ser carregado consigo o tempo todo, ser adequado a todos os ambientes e ser um kit completo sem ser muito grande. Outros equipamentos pessoais oferecerão principalmente facilidade de uso e manutenção adicional, mas o mini kit de sobrevivência deve atender às necessidades básicas de uma situação de sobrevivência, podendo e devendo ser incrementado conforme as necessidades, para uso de emergência, seguido de autorresgate, assistência ou retorno à normalidade em situações ideais.

## Características
Duas filosofias envolvem a preparação de mini kits de sobrevivência. Algumas pessoas gostam de carregar alguns itens relativamente grandes, como faca, fósforos, apito, comida de emergência, garrafa de água, etc. Outros preferem uma coleção de itens menores, mas mais abrangentes, como elásticos, clipes de papel, equipamento de pesca, material de amarração , lâminas de barbear, etc. A decisão de qual técnica usar depende da condição física, habilidades de sobrevivência, conhecimento da selva e outros fatores.

## Composição

### Recipiente
As ferramentas e suprimentos de sobrevivência encontrados em um mini kit de sobrevivência são geralmente mantidos em um recipiente pequeno o suficiente para caber no bolso. Latas de "Altoids" são comumente usadas, mas existem muitas outras opções, incluindo latas específicas para essa finalidade, latas de tabaco ou rapé, "cápsulas de vida", vasilhas de filme, garrafas de plástico, latas ou caixas. As latas do tipo Altoids populares medem aproximadamente 9,3 centímetros (3,7 pol.) X 5,8 centímetros (2,3 pol.) X 2,1 centímetros (0,83 pol.). Alguns tipos de recipientes se beneficiam da impermeabilização, que pode ser feita com fita adesiva ou mergulhando o recipiente fechado em cera de parafina.
Uma abordagem alternativa é carregar itens de mini kit de sobrevivência em nenhum recipiente, mas soltos em uma corrente de pescoço, ou diretamente em uma bolsa, ou pochete. Além disso, também pode ser incluído no próprio cinto (como é feito nos cintos de dinheiro).

### Conteúdo
Como cada kit depende da situação e do ambiente em que a pessoa o está carregando, não existe um kit "tamanho único". Em vez disso, a pessoa que cria o kit escolhe os itens de que precisará. Abaixo estão alguns exemplos de equipamentos transportados em um kit:
- Fonte de fogo: isqueiro de butano, fósforos, material inflamável e haste de ferrocério ou "fósforos de barco salva-vidas" e placa de ataque
- Dispositivo de sinalização: microluz LED, espelho de pequeno sinal ou apito de sobrevivência
- Vela: pode ser usada para alimentação de emergência se for feita de sebo

Obtenção de alimentos e água:
- Linha de pesca: (30 pés (9,1 m) a 100 pés (30 m) ou tudo o que couber em uma bobina)
- Ganchos de pesca variados: bolas de chumbo de "tiro dividido", giratórios de pressão
- Fio de tarola: fio de cobre ou latão é melhor para trabalhar sem ferramentas ou 'fio de viagem' de aço ou fio de serviço público para durabilidade
- Fio dental: para qualquer uso, esse fio pode ser útil; leve e forte.
- Saco de purificação de água: saco plástico de pequena capacidade, 10 onças fluidas dos EUA (0,30 l), para manter o material inflamável seco ou para armazenamento / transporte de água
- Alimentos / fonte de energia: comprimidos de glicose ou rebuçados
- Fonte de purificação de água: fogo mais uma lata para purificação ou meio de purificação química; Permanganato de potássio ou alvejante para cloração
- Preservativos não lubrificados: com capacidade de expansão para armazenar grande quantidade de água; Magnum pode conter vários galões antes de estourar.

#### Navegação
- Mini bússola
- Agulha magnetizada e linha

#### Abrigo
- Ferramenta de corte: fio flexível ou serra dobrável
- Corda, linha de pesca, arame, pregos de acabamento e alfinetes de segurança são úteis para experimentar ou fixar materiais de abrigo

#### Primeiros socorros
- Comprimidos de permanganato de potássio ou iodo: tratamento de feridas / tratamento de água / anti-séptico
- Lâminas de bisturi ou canivete: pequena cirurgia e bom trabalho
- Emplastros / ligaduras se caberem no kit. Alternativamente, a supercola ou a cola de cianoacrilato também podem ser úteis, devido à sua adaptabilidade ao tamanho e forma da lesão. A inclusão deste item depende de sua capacidade de caber neste pequeno kit espacial de 100 cc.
- Medicamentos prescritos para dor, como Paracetamol ou Vicoden

#### Diversos
- Canivete
- Pinças
- Arquivo
- Cartões de informações com informações selecionadas regionalmente, nós para pesca, listas multiuso para o conteúdo do kit.

#### Categorias principais
Alguns dos itens historicamente mais importantes são:
1. Ferramentas de corte
2. Dispositivos de combustão
3. Recipientes
4. Cobertura (calor e abrigo)
5. Corda
6. Sinalização
7. Obtenção de alimentos

Além dos itens mencionados acima, os itens a seguir também são freqüentemente encontrados em muitos kits de mini-sobrevivência (dependendo da área em que o operador espera estar, experiência pessoal, considerações de uso múltiplo, facilidade de manutenção e durabilidade).
Em alguns kits, certos itens marcados acima também podem ter sido completamente substituídos por alguns itens abaixo. Os itens e muitos de seus usos são listados junto com usos alternativos e / ou itens alternativos para desempenhar a função no kit.
- Componente do kit de velas: efetivamente substituído por um isqueiro "pronto", ou seja, guias rápidas do isqueiro, para economizar espaço. Os componentes do Fire Kit são ainda bem preenchidos por 4-6 LifeBoat / Storm Matches
- Toalhetes com álcool ou Povidona-Iodo Prep: limpeza de feridas, compressas com álcool também podem ser usadas como isca de fogo
- Agulhas ou furador de costura e linha fina e durável: usada para consertar equipamentos, prender flechas em flechas e criar suturas.
- Fechamento borboleta, médio
- Cabo de náilon trançado (teste de 10 pés (3,0 m) 150 libras (68 kg)): construção de abrigo, amarração, reparos, 550 O cabo de pára-quedas é um componente de kit amplamente aceito por sua versatilidade, sendo usado inteiro ou em suas partes constituintes, ou seja, com roscas internas removidas e usadas individualmente.
- Fio dental encerado
- Papel impermeável: anotações ou usado como isca
- Lanterna Micro LED: sinalização, luz de trabalho ou auxiliar de pesca para atrair peixes.
- Itens adicionais de limpeza de água em kits grandes incluem:
  - Sacos plásticos médios de 10x20in usados em coletores de água de transpiração, bandanas
  - Esponjas comprimidas para coletar o orvalho.
- Espelho pequeno de 3 polegadas (7,6 cm) por 4 polegadas (10 cm): primeiros socorros, sinalização
- Folha de alumínio 1 pé quadrado (0,093 m2): água fervente, cozinhar, sinalizar, refletir fogo ou calor corporal
- Bicarbonato de sódio: dois eletrólitos, antiácido, antidiarreico, antifúngico, higiene dental, desodorante, pele limpa, cabelos e resinas.
- Isqueiro de butano ou maçarico de butano como uma chama mais "capaz" de acender uma isca úmida
- Fita isolante (18 polegadas (0,46 m)) ou fita de teflon para impermeabilizar o recipiente.
- Cordão de pára-quedas (20 pés (6,1 m)) enrolado na parte externa do contêiner ou lata: improvisação de ferramenta e arma, amarração, linha de pesca, caça pequena, aparelhamento de abrigo, consertos de costura, para criar talabartes para o conteúdo do kit.
- Fita adesiva (18 polegadas (0,46 m)): reparos apressados, impermeabilização, um dos componentes mais versáteis do kit.
- Alfinetes de segurança: para reparos apressados.
- Pedra de afiar
- Analgésicos sistêmicos, como aspirina ou paracetamol
- Comprimidos anti-malária: para selva ou kits específicos da região
- Antibióticos: os de amplo espectro, como a azitromicina, cobrem as bactérias estafilococos e podem tratar infecções de ouvido, pneumonia, faringite estreptocócica e sinusite
- Anti-histamínico: primeiros socorros contra picadas e picadas de insetos e alergias
- Medicamento antidiarreico, como loperamida
- Beta Light, luz sem bateria / à prova d'água: luz de trabalho ou como uma isca de pesca atraente
- Marcador de kit de trítio ou superluminova
- Lente de Fresnel do tamanho de uma lupa ou cartão de crédito: ignição de charcloth, muitas aplicações de primeiros socorros
- Supercola: protege a pele, evita que o tecido rasgue mais, solde um nó ou duas peças de tecido, outros reparos. Remova com sal, óleo vegetal, álcool natural, acetona, removedor de esmalte, diluente ou ele passa. Alguns tipos de supercola podem inflamar o cianoacrilato quando usados em algodão.
- Saco tipo Ziploc: recipiente para coletar, tratar, armazenar e transportar água e manter o material inflamável seco